# 谷崎昭男
谷崎 昭男（たにざき あきお、1944年2月28日 - 2019年10月26日）は、日本の文芸評論家。相模女子大学名誉教授。相模女子大学教授、学長、理事長を歴任。

## 経歴
東京に生れる。父は谷崎精二、伯父が谷崎潤一郎。1966年早稲田大学第一文学部国史学科卒、1970年東京教育大学大学院修士課程修了。檀一雄主宰の『ポリタイア』に参加し文芸評論を開始。
保田與重郎に師事し、没後には講談社版『保田與重郎全集』編集を行い、全巻解題を担当。保田の師でもあった『定本 佐藤春夫全集』臨川書店に、編集委員として参与。
伯父の谷崎潤一郎については、述べることは少なかったが、『文學界』2012年1月号に「発掘 『細雪』のもう一組の四人姉妹」を発表。モデルとなった美姉妹に、関西在住の時岡四姉妹の存在を明かした。

## 著書
- 『保田與重郎全集 解題』全集編集室編・講談社第一出版センター、1989。非売品
- 『花のなごり　先師 保田與重郎』新学社、1997
- 『保田與重郎　吾ガ民族ノ永遠ヲ信ズル故二』ミネルヴァ書房〈日本評伝選〉、2017
- 『谷崎昭男遺文』谷崎輝里編、風日舎制作（吉村千穎 後記）、2021.10。非売品

### 共編著
- 『身余堂書帖』講談社、1989 - 書蹟集「保田全集」完結出版
- 『保田與重郎アルバム』新学社、1989 - 全集編集室編（非売品）
- 『保田與重郎のくらし 京都・身余堂の四季』新学社、2007。愛蔵版も刊、水野克比古写真、解説担当
- 編『私の保田與重郎』新学社、2010。感懐・回想175篇
- 解説『復刻版 祖國　保田與重郎 主宰』臨川書店、2002